# 潘顯道
潘顯道（越南语：／；1830年—1861年），越南阮朝進士、官員。後因對法作戰失利，被削去進士題名碑上的名字。
潘顯道是定祥省建興縣養恬村（今屬前江省該禮縣）人，明命十一年（1830年）出生，父親是嘉定按察使潘顯新。紹治七年（1847年），參加承天場鄉試，考中舉人。嗣德九年（1856年），會試中格，參加殿試，考中三甲同進士出身。
法國發動南圻遠征時，潘顯道任定祥省督學，曾組織招募鄉勇，抵抗法軍。後因功升侍講，領定祥商辦省務，不久因病辭官回鄉。嗣德十四年（1861年），法軍佔領定祥，潘顯道被法軍抓獲，但隨後又被釋放回鄉。潘清簡上疏請求追究潘顯道從賊之罪，嗣德帝下令部議。潘顯道聽說此事，到其父親墓前自縊身亡。部議也請求追究此事，隨後嗣德帝再令永隆、安江二省訪察此事。
嗣德十六年（1863年），越法議和。十月，隆、江二省上報訪察結果。潘顯道被法軍抓獲後，被許以督學一職，但他以有病而辭，隨後被釋回鄉。在家期間，潘顯道穿戴西洋服飾，與法軍來往。部議認為，潘顯道雖然沒有投降，但仍然與法軍來往，也應該追奪職銜。嗣德帝下令廷閱。結果和部議一樣。至此，嗣德帝下令追奪潘顯道一切職銜，並刪去進士題名碑上的名字。